# 小苞毛茛
小苞毛茛（学名：Ranunculus involucratus var. minor）为毛茛科毛茛属下的一个变种。

## 扩展阅读
- 維基物種上的相關：小苞毛茛